# Arie e danze del Sud
Arie e danze del Sud è il sesto album discografico di Otello Profazio pubblicato in Italia nel 1967.

## Descrizione
È una raccolta di canzoni popolari tipiche meridionali.

## Tracce
Lato A
1. Valzer campagnolo
2. Salta tu che salto io
3. Nostalgia della campagna
4. Come ai tempi di mio nonno
5. Tarantella gioconda
6. Saltarello

Lato B
1. Come piaceva alla nonna
2. Dal buco della chiave
3. Lento pastorale
4. Sagra paesana
5. Assolo di Marranzano
6. Polka per Marranzano